# Циклопентадиен
Циклопентадиен — циклический непредельный углеводород, жидкость с неприятным запахом.

## Получение
Циклопентадиен получают из низкокипящих фракций продуктов пиролиза нефти и коксования каменного угля. Выделение циклопентадиена основано на его повышенной способности к димеризации, которая идёт уже при комнатной температуре. Смесь углеводородов димеризуется в реакторе при 100 ℃ в течение 5—14 часов, после чего дициклопентадиен отделяется ректификацией. Хранят и транспортируют циклопентадиен в виде димера.
В лабораторных условиях циклопентадиен может быть получен из 1,2-дибромциклопентана отщеплением HBr и дегидрированием циклопентена при 500—650 ℃ на алюмохромовом катализаторе.

## Химические свойства
Циклопентадиен обладает свойствами диеновых углеводородов.
Вступает в реакции диенового синтеза. Например, с малеиновым ангидридом образует 5-норборнен-2,3-дикарбоновую кислоту, с ацетиленом — норборнадиен.
Легко димеризуется, димер разлагается при нагревании.
Обладает кислотными свойствами. Образует с металлами циклопентадиенильные π-комплексы. Образует металлоорганические
сэндвичевые комплексные соединения (например, 
гептакарбонилтрис[(циклопентадиенил)ниобий]).

Ферроцен и рутеноцен

Обесцвечивает бромную воду, так как является диеновым углеводородом.

## Применение
Используется в органическом синтезе для получения инсектицидов альдрин и дильдрин (во многих странах запрещены к применению), ХЕТ-кислоты, используемой в производстве огнестойких красок, металлоценов, а также других соединений циклопентанового и норборненового ряда.